# Cleora exsilata
Cleora exsilata är en fjärilsart som beskrevs av Fletcher 1953. Cleora exsilata ingår i släktet Cleora och familjen mätare. Inga underarter finns listade i Catalogue of Life.